# Molí de Sols de Riu
El Molí de Sols de Riu era un molí fariner del municipi de la Baronia de Rialb (Noguera) inclòs en l'Inventari del Patrimoni Arquitectònic de Catalunya.
Era un petit molí amb la teulada refeta. Aquest es trobava abandonat al vessant esquerre del Riu El Rialb, a prop de la masia dita Casa Sols de Riu. Segons el propietari encara podria moldre farina pel bestiar.